# عامل التوازن المائي الزيتي

تدريج HLB يظهر تصنيف للمواد الفاعله بالسطح حسب وظيفتها

 عامل التوازن المائي الزيتي (Hydrophilic-Lipophilic Balance)(HLB)
هو مقياس يستخدم لتحديد ما إذا كانت المواد الفاعلة بالسطح (المواد الخافضة للتوتر السطحي) محبة للماء أو محبة للزيت(كارهة للماء).
يتم حساب قيمته بعدة طرق أشهرها؛ طريقة Griffin 1949 (1 و 1954, التي تعبر عدديا عن حجم وقوة الجزء القطبي بالنسبة للجزء غير القطبي من الجزيء, ومن الطرق الأخرى التي استخدمت في حساب قيمة HLB؛ طريقة Davies  1957.

## طريقة Griffin
تستخدم للمواد غير الأيونية تبعا للقانون الذي وجد في عام 1954:
{\displaystyle HLB=20*M_{h}/M}
حيث:
{\displaystyle M_{h}} الكتلة الجزبئية «للجزء المحب للماء» من الجزيء
M: الكتلة الجزيئة للجزيء بالكامل
قيمة HLB الناتجة يتم تمثيلها على سلم مدرج من 0-20, حيث تمثل قيمة (0) مادة محبة للزيت بالكامل, بينما تمثل قيمة (20) مادة محبة للماء بالكامل.
قيمة HLB تستخدم للتنبؤ بخصائص المادة الفاعلة بالسطح كالاتي:
- <10*: قابل للذوبان في الزيت ( لا يذوب بالماء )
- > 10*: قابل للذوبان في الماء ( لا يذوب في الزيت )
- 1.5 to 3*: عامل مانع للرغوة
- 3 to 6*: مساعد استحلاب لمستحلب ماء في زيت (W/O)
- 7 to 9*: عامل مرطب و ناشر
- 13 to 15*: مادة مطهرة
- 12 to 16*: مساعد استحلاب لمستحلب زيت في ماء(O/W)
- 15 to 18*: مذيب للمركبات الكارهة للماء

## طريقة Davies
في عام ,1957 اقترح Davies طريقة تقوم على حساب قيمة تعتمد على المجموعات الوظيفية في المركب,حيث تكمن فائدة هذه الطريقة باحتساب تأثير المجموعات الوظيفية المحبة للماء حسب قوتها, الأقوى منها والأضعف.
القانون المستخدم في طريقته :
{\displaystyle HLB=7+\sum _{i\mathop {=} 1}^{m}H_{i}-n\times 0.475}
حيث:
{\displaystyle n} : عدد المجموعات المحبة للماء في الجزيء
{\displaystyle H_{i}} - قيمة th للمجموعات المحبة للماء (انظر للجداول){\displaystyle i}th
{\displaystyle m} : عدد المجموعات المحبة للزيت في الجزيء
| رقم المجموعه | المجموعه المحبه للماء    |
| ------------ | ------------------------ |
| 38.7         | -SO4−Na+                 |
| 21.1         | -COO−K+                  |
| 9.4          | -COO−Na+                 |
| 9.4          | N (tertiary amine)       |
| 6.8          | Ester (sorbitan ring)    |
| 2.4          | Ester (free)             |
| 2.1          | -COOH                    |
| 1.9          | Hydroxyl (free)          |
| 1.3          | -O-                      |
| 0.5          | Hydroxyl (sorbitan ring) |

| رقم المجموعة | المجموعات المحبة للزيت |
| ------------ | ---------------------- |
| 0.475        | -CH-                   |
| 0.475        | -CH2-                  |
| 0.475        | CH3-                   |
| 0.475        | =CH-                   |